# Sigmella adversa
Sigmella adversa är en kackerlacksart som först beskrevs av Henri Saussure och Leo Zehntner 1895.  Sigmella adversa ingår i släktet Sigmella och familjen småkackerlackor. Inga underarter finns listade i Catalogue of Life.